# Missur
Missour (en bereber: Misur; en árabe: ميسور) es una comuna y ciudad – municipio – en la provincia de Bulmán, en la región de Fez-Mequinez, Marruecos.
Missur es una ciudad situada en un desierto de piedra. Una mezcla de llanuras y pequeños valles que dan un paisaje atípico.